# Liboi Airport
Liboi Airport är en flygplats i Kenya. Den ligger i den östra delen av landet, 500 km öster om huvudstaden Nairobi. Liboi Airport ligger 87 meter över havet.
Terrängen runt Liboi Airport är mycket platt. Runt Liboi Airport är det glesbefolkat, med 9 invånare per kvadratkilometer. Trakten runt Liboi Airport består i huvudsak av gräsmarker.